# Fannia annosa
Fannia annosa är en tvåvingeart som beskrevs av Chilcott 1961. Fannia annosa ingår i släktet Fannia och familjen takdansflugor. Inga underarter finns listade i Catalogue of Life.